# Kanad
Kanad is een nagar panchayat (plaats) in het district Agar Malwa van de Indiase staat Madhya Pradesh. 

## Demografie
Volgens de Indiase volkstelling van 2001 wonen er 8.650 mensen in Kanad, waarvan 52% mannelijk en 48% vrouwelijk is. De plaats heeft een alfabetiseringsgraad van 61%. 